# نورمان فاركوهارسون
نورمان فاركوهارسون (بالإنجليزية: Norman Farquharson)‏ مواليد 18 يوليو 1907 في جوهانسبرغ - الوفاة 11 أغسطس 1992 في ديربان، كان لاعب كرة مضرب جنوب أفريقي. حل وصيفا مرتين في دورة رولان غاروس الدولية في فئة الزوجي.

## النهائيات

### الزوجي (الوصافة 2)
| الحصيلة | السنة | البطولة                  | الأرضية | الشريك       | المنافس                    | النتيجة            |
| ------- | ----- | ------------------------ | ------- | ------------ | -------------------------- | ------------------ |
| الوصافة | 1931  | دورة رولان غاروس الدولية | ترابية  | فيرنون كيربي | جورج لوت جون فان رين       | 4–6, 3–6, 4–6      |
| الوصافة | 1937  | دورة رولان غاروس الدولية | ترابية  | فيرنون كيربي | غوتفريد فون كرام هينر هنكل | 4–6, 5–7, 6–3, 1–6 |

### الزوجي المختلط (الوصافة 1)
| الحصيلة | السنة | البطولة  | الأرضية | الشريك    | المنافس                                   | النتيجة  |
| ------- | ----- | -------- | ------- | --------- | ----------------------------------------- | -------- |
| الوصافة | 1933  | ويمبلدون | عشبية   | ماري هيلي | هيلدا كراهوينكيل سبيرلنغ غوتفريد فون كرام | 5–7, 6–8 |

## روابط خارجية
- نورمان فاركوهارسون على موقع رابطة محترفي التنس (الإنجليزية)
- نورمان فاركوهارسون على موقع الاتحاد الدولي لكرة المضرب (الإنجليزية)
- نورمان فاركوهارسون على موقع كأس ديفيز (الإنجليزية)
- نورمان فاركوهارسون على موقع خلاصة التنس.كوم (الإنجليزية)